# Lee Joo Hyun
Lee Joo Hyun (kor. 이주현; * 13. März 1974 in Masan, auch bekannt als Joo Hyun Lee oder Johannah Lee) ist eine in Südkorea geborene US-amerikanische Badmintonspielerin.

## Karriere
Lee wurde 1995 bei der Asienmeisterschaft Fünfte, 1996 steigerte sie sich auf den Silberrang. Bei den Swiss Open 1997 wurde sie Dritte ebenso wie bei den Asienspielen des Folgejahres. Nach ihrem Wechsel in die USA gewann sie dort bis 2010 acht US-Meistertitel. Auch bei den Boston Open war sie mehrfach erfolgreich.

## Erfolge
| Saison | Veranstaltung      | Disziplin   | Platz | Name                          |
| ------ | ------------------ | ----------- | ----- | ----------------------------- |
| 1995   | Asienmeisterschaft | Dameneinzel | 5     | Lee Joo Hyun                  |
| 1996   | Asienmeisterschaft | Dameneinzel | 2     | Lee Joo Hyun                  |
| 1997   | Swiss Open         | Dameneinzel | 3     | Lee Joo Hyun                  |
| 1998   | Asienspiele        | Dameneinzel | 3     | Lee Joo Hyun                  |
| 2001   | US Open            | Damendoppel | 3     | Lee Joo Hyun / Lee Soon-deuk  |
| 2003   | Boston Open        | Dameneinzel | 1     | Lee Joo Hyun                  |
| 2006   | US-Meisterschaft   | Damendoppel | 1     | Grace Peng Yun / Lee Joo Hyun |
| 2007   | US-Meisterschaft   | Dameneinzel | 1     | Lee Joo Hyun                  |
| 2007   | US-Meisterschaft   | Damendoppel | 1     | Grace Peng Yun / Lee Joo Hyun |
| 2007   | Boston Open        | Dameneinzel | 1     | Lee Joo Hyun                  |
| 2008   | Boston Open        | Dameneinzel | 1     | Lee Joo Hyun                  |
| 2008   | Boston Open        | Damendoppel | 1     | Lee Joo Hyun / Mona Santoso   |
| 2008   | US-Meisterschaft   | Dameneinzel | 1     | Lee Joo Hyun                  |
| 2008   | US-Meisterschaft   | Damendoppel | 1     | Lee Joo Hyun / Mona Santoso   |
| 2009   | US-Meisterschaft   | Damendoppel | 1     | Lee Joo Hyun / Mona Santoso   |
| 2009   | US-Meisterschaft   | Dameneinzel | 1     | Lee Joo Hyun                  |
| 2009   | Boston Open        | Damendoppel | 1     | Lee Joo Hyun / Mona Santoso   |
| 2010   | US-Meisterschaft   | Damendoppel | 1     | Lee Joo Hyun / Grace Peng Yun |